# コンテンツ・ソフト協同組合
コンテンツ・ソフト協同組合（コンテンツ・ソフトきょうどうくみあい、英: Contents Soft Association、略称：CSA）は、かつて存在したアダルトビデオやアダルトゲームなどのメーカーにより構成されていた日本の事業協同組合。2010年11月までは組織内で倫理審査業務も行っていた。旧称・通称はメディ倫。

## 沿革
1996年、ソフト・オン・デマンドなどのセルビデオのアダルトビデオメーカーが主体となり日本ビデオ倫理協会（ビデ倫）に対抗する形でメディア倫理協会（通称・メディ倫）として設立された。
2003年にアダルトゲームの審査団体であるコンピュータソフトウェア倫理機構（ソフ倫）から脱退したアダルトゲームメーカーを招き入れ、アダルトゲームの審査業務を開始。
2005年8月1日に経済産業省関東経済産業局の認可を受けて現行の組織に改組。以降メディ倫の業務は同組合内部に設置されたメディア倫理委員会が引き継ぎ、以後この「メディア倫理委員会」が「メディ倫」と略されるようになった。
2006年9月、CSA、ビデ倫、ソフ倫、日本映像ソフト制作・販売倫理機構（制販倫）の4団体の合意のもと設立された有限責任中間法人「審査センター」（メディア倫理審査機構から改組）に審査業務を委託。
2010年11月、制販倫らと共同で任意団体として知的財産振興協会を設立（2011年5月に特定非営利活動法人として法人化）。海賊版対策に関する業務を同協会に移管した。また2010年12月、旧日本ビデオ倫理協会（ビデ倫）の加盟社により構成される日本映像倫理審査機構と共同で新組織・映像倫理機構（映像倫、後の日本コンテンツ審査センター）が発足。これに伴い、CSAの内部組織であったメディ倫の業務も映像倫へ統合された。この結果、AVやアダルトゲーム関連企業の業界団体として加盟企業間の意見・情報交換がCSAの主な業務となる。
2012年7月、CSAの公式サイトを映像倫の公式サイト内へ統合した。
2015年6月、コンテンツ・ソフト協同組合解散。

## アダルトゲームの審査団体としてのCSA
2003年にアダルトゲームの審査を開始し、有限会社ぱんだはうすがソフ倫から鞍替え加入して加盟ブランド第1号となった。
ソフ倫では「18歳未満であることが明らかな人物の性描写」「高校以下の言葉の使用」は禁止となっているが（そのことに関しての詳細は、ソフ倫の項を参照）、CSAでは明確には禁止されていなかった。また、ソフ倫と同様に暴力等非社会的行動の倫理基準は対象外であった（性表現を含んでいる場合は除く）。
なお、家庭用ゲームについてはコンピュータエンターテインメントレーティング機構（CERO）の管轄となるため、詳しくは同項目を参照のこと。
2010年12月以降、旧メディ倫の倫理審査業務は映像倫（〜2015年12月）を経て日本コンテンツ審査センター（2016年1月〜）へ継承されている。

## 主な会員
※解散時点

### AV
- アテナ映像
- h.m.p
- SODクリエイト
- KUKI
- グローバルメディアエンタテインメント
- CA
- ジャネス
- ジャパンホームビデオ
  - アリスJAPAN
- スターパラダイス
- ステージメディア
- ソフト・オン・デマンド - 流通
- 大洋図書
- タカラ映像
- 東映ビデオ
- トータル・メディア・エージェンシー
- 日活
- マックス・エー
- ラハイナ東海
- カルチュア・コンビニエンス・クラブ
- ティーアイエス
- ロイ電器

### アダルトゲーム
- アシッド（アージュ）
- アセンドアイ（SWAN）
- アンノックアウト（softhouse-seal）
- インフィニブレイン（リリス）
- エッジ（BLACK PACKAGE）
- オーディン（わるきゅ〜れ）
- キルタイムコミュニケーション - 出版社
- スカイ・フィッシュ（SkyFish）
- スクルズ（つるみく）
- テックアーツ
- ニトロプラス
- ホビボックス - 流通
  - キャラメルBOX
- HolicWorks - 女性向け
- ARIDESIGN
- リエーヴル（May-Be SOFT）
- アルビオン
- ホワイトピジョンワークス

### アニメ
- ミルキーズピクチャーズ
- メディアバンク
- ダグダグ